# Hermann Winter (Maler)
Hermann Winter (* 1922 in Bad Salzuflen; † 1988 in Dorfen) war ein deutscher Maler und Grafiker.

## Leben
Winter absolvierte erst eine Malerlehre, dann eine Lehre zum Kaufmann und Gebrauchswerber. Nach dem Zweiten Weltkrieg bewarb sich Hermann Winter bei der Akademie der Bildenden Künste München und studierte dort erst Gebrauchsgrafik, dann Malerei bei Professor Hermann Kaspar.
1950 arbeitete er als Dekorateur im oberbayrischen Dorfen und Mühldorf am Inn. Ab 1965 zwang ihn seine Asthmaerkrankung zu mehreren Klinikaufenthalten.  
1956 begann die Tätigkeit als Grafiker und Kunstmaler in Dorfen. Daneben bekam er Aufträge für Wandgestaltung und Werbegrafik. Es folgten Ausstellungen in Erding, Landshut und Rosenheim. Winter schuf mindestens 500 Ölbilder und 300 Grafiken.

## Auszeichnungen
- 1985 Kulturpreis des Landkreises Erding[3]